# Catfish and the Bottlemen
A Catfish and the Bottlemen walesi indie rockegyüttes. 2007-ben alakult a walesi Llandudnóban, a zenekar debütáló albuma, a The Balcony a 10. helyet érte el az Egyesült Királyság albumlistáján, és 2016. december 30-án elérte a platina státuszt. Az együttes turnézott Dél-Amerikában, Japánban, az Egyesült Királyságban, Európában, Észak-Amerikában és Ausztráliában, és számos fesztiválon szerepelt, köztük a Lollapalooza, Glastonbury, Latitude, Falls Festival, Community Festival, Reading és Leeds, T in the Park, Governors fesztiválokon, illetve a Ball, All Points East, Bonnaroo, Splendor in the Grass és Trnsmt Fesztiválon. 2016. február 24-én megnyerték a Brit Awardot a British Breakthrough kategóriában. 2016. május 27-én adták ki második albumukat, a The Ride-ot, ami a brit albumlista 1. helyére került, megjelenése óta pedig 300 000 darabot adtak el belőle az Egyesült Királyságban. 2019. április 26-án kiadták harmadik albumukat, a The Balance-t, amely a 2. helyet érte el a brit albumlistán.

## Története

### 2007–2013: Alapulás és korai évek
A Catfish and the Bottlemen eredetileg "The Prestige" néven alakult  2007 májusában,  amikor Ryan Evan "Van" McCann és William Bibby (Billy Bibby) együtt kezdett gitározni Bibby szülei otthonában, egy panzióban Llandudnóban, Walesben. McCann szülei is üzemeltetnek egy panziót a városban. Van Bibby öccsének, Stephennek a barátja volt, így találkozott McCann és Bibby. McCann és Bibby mellett Matthew Benjamin "Benji" Blakeway basszusgitáros volt a banda harmadik alapító tagja. Jon Barr nem sokkal utánuk csatlakozott dobosként. Bibbyn 10 éves kora óta gitározott, tanította McCannt és Blakewayt játszani.
Úgy reklámozták magukat, hogy olyan baráti bandák támogatási helyein játszottak, mint a Northwich's The Shallow Call , és hogy parkolókban játszottak más zenekarok koncertjei után, köztük olyan bandáknál, mint a Kasabian. Steve Lamacq 2009 márciusában játszott először egy korai demót a BBC Radio 6 Music műsorában  2009-ben a Catfish a Gareth Thomas által irányított „North Wales Battle of the Bands” második helyezettje lett, miután egy másik helyi banda, a The Fides verte meg.
Az eredeti dobost, Jon Barrt 2010-ben Robert Timothy John "Bob" Hall váltotta le. Hallt az észak-walesi producer, Russ Hayes mutatta be a bandának, aki akkoriban a bandával dolgozott.
McCann 2011-ben a Ravenstonedale fesztiválon ismerte meg Johnny Bond-ot, amikor a Symphonic Pictures együttes tagja volt. Bondy később 2014-ben csatlakozott a bandához.
A zenekar nevét McCann első gyermekkori zenei emlékéről kapta: egy Sydney-i ausztrál utcai busóról, aki drótra fűzött sörösüvegeken játszik, aki a Catfish the Bottleman névre hallgat . Harcsának hívták, mert szokatlan stílusú tüskés szakálla volt, amikor először kezdett játszani 2000-ben. McCann 2015 januárjában találkozott újra Catfish the Bottleman-nel a Triple J rádió stúdiójában Sydneyben.

### 2013–2016:The Balcony
A zenekar 2013-ban szerződött a Communion Music-hoz  és ugyanabban az évben kiadták első három kislemezüket, a „Homesick”-et, a „Rango”-t és a „Pacifier”-t. 2014-ben a banda leszerződött az Island Records-hoz, és március 17-én kiadták a " Kathleen "  című dalukat, aminek a producere Jim Abbiss (Arctic Monkeys, Kasabian, Adele) volt. Az összes kislemez felkerült a Radio 1 lejátszási listájára. A "Kathleen" 2014 áprilisában az első helyen végzett az MTV legmenőbb műsorszámai között.
2014 nyarán a Catfish and the Bottlemen számos fesztiválon lépett fel az Egyesült Királyságban és Európában, köztük a Reading és a Leeds Festivalon, Latitude, Kendal Calling, Y Not Festival, Strawberry Fields Festival, T in the Park, Pinkpop, Bingley Music Live és Ibiza Rocks. A New York-i Governors Ball-on is játszottak. 2014. június 19-én a banda bejelentette bemutatkozó stúdióalbumuk, a The Balcony megjelenését .
Az alapító szólógitáros, Billy Bibby 2014 nyarán hirtelen és váratlanul elhagyta a zenekart. helyét Johnny "Bondy" Bond váltotta. 2014. július 25-én a zenekar három fesztiválfellépését törölte "előre nem látható személyes körülmények" miatt. 2014. augusztus 13-án a zenekar a következőt írta a Facebookon: "Néhányan közületeknek biztosan feltűnt, hogy egy másik gitárossal játszottunk az elmúlt hétvégén. Sajnos bizonyos személyes okok miatt Billy a belátható jövőben nem fog turnézni a bandával." 
Amikor megkérdezték Bibby-t az együttes elhagyásáról, Bibby így nyilatkozott: „Hát őszintén szólva a Catfish után nem voltak terveim. Nem tudtam, mit fogok csinálni. Nemrég kezdtem el dalokat írni, és onnantól elindult..."  és "Büszke vagyok arra, amit a Catfishben csináltam, amit elértem, és mindenre, ami ezzel járt, csak a jövőbe tekintek a mostani a zenekarommal, és csak erre koncentrálok."  Billy Bibby 2015 őszén új zenekart alapított &amp; The Wry Smiles néven .
A The Balcony 2014. szeptember 15-én jelent meg. Nem sokkal ezután a zenekar bejelentette brit turnéját. Az album a 2014. szeptember 27-ével végződő héten a 10. helyen szerepelt a brit albumlistán, 2015. január 9-én ezüst minősítést kapott az Egyesült Királyságban, 2015. március 20-án arany minősítést kapott, és 2016. december 30-án elérte a platinalemez státuszt.
2014 decemberében elnyerték a BBC Introducing Award-ot a BBC Music Awardson, és előadták a „Kathleen” című dalukat.
A The Balcony 2015. január 6-án jelent meg az Egyesült Államokban. Másnap a zenekar fellépett a The Late Show with David Letterman című műsorban.
A WOW247-nek adott interjújában McCann elmondta, hogy a bandának "már három albuma meg van írva". Továbbiakban azt mondta, hogy "izgatottabb vagyok a második albumért, mint az elsőért".
2016-ban Brit Awards-díjat nyert a zenekar a "British Breakthrough Act" kategóriában. 2016 májusában felléptek a Liverpool Sound City fesztiválon, ez volt az első olyan koncertjük, amelyen fő zenekarként léptek fel (headliner).

### 2016–2018:The Ride

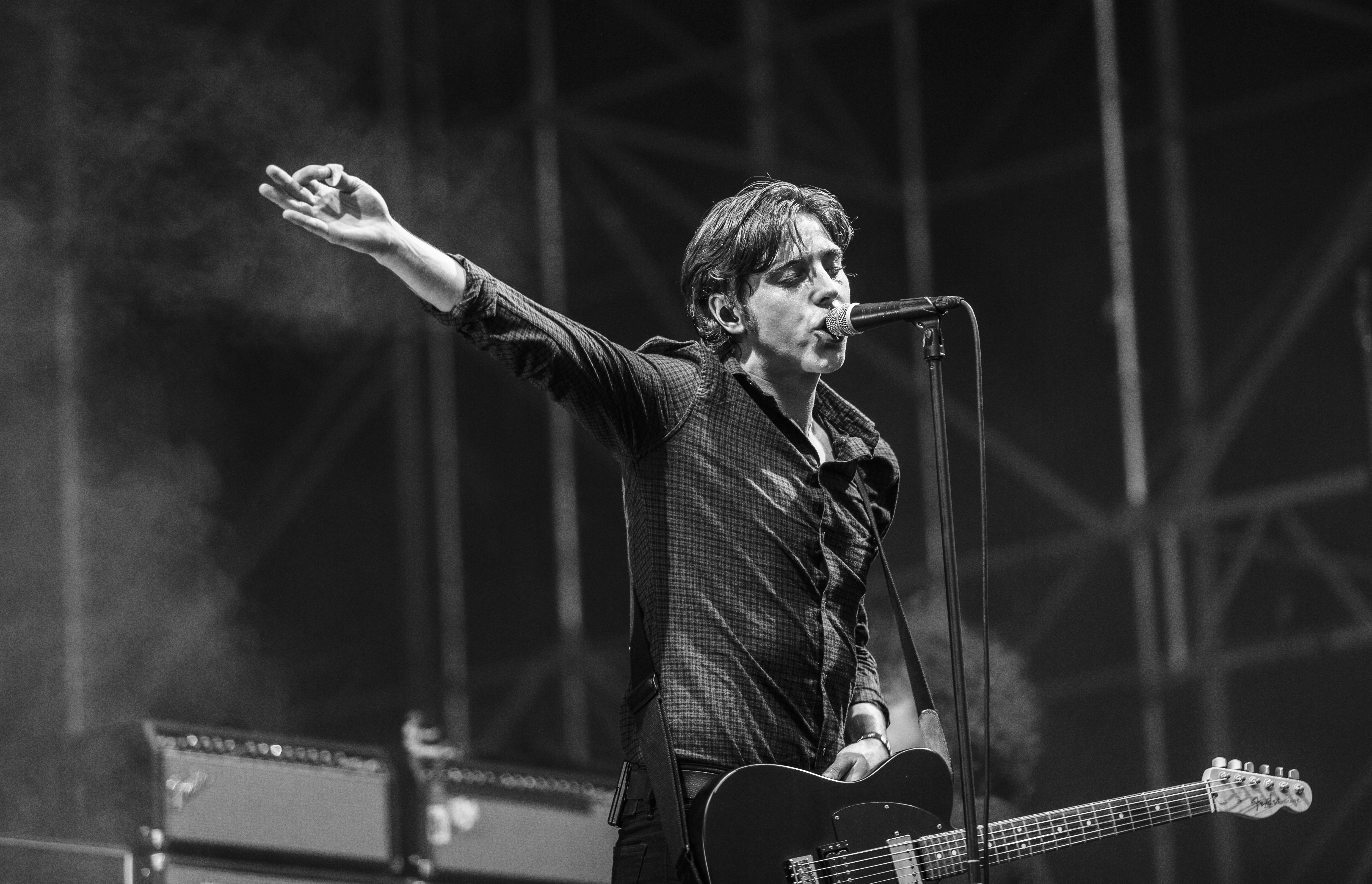
Van McCann a 2016-ős Internacional de Benicàssim fesztiválon

2016. március 23-án a zenekar bejelentette Twitteren és Instagramon, hogy a második stúdióalbumuk a The Ride címet kapja, ami 2016. május 27-én jelent meg. 2016. június 3-án a The Ride 38 000 darabos eladásával az első helyet érte el az Egyesült Királyság albumlistáján. 2016. július 8-án a Catfish and the Bottlemen eddigi legnagyobb koncertjét játszotta a manchesteri Castlefield Bowlban, a Vant, a Broken Hands és a Little Comets támogatásával. 2017. július 1-jén ők koncerteztek főidőben a londoni Community Festival in Finsbury Parkban.

### 2019–től:A Balanceés Hall távozása
2019. január 8-án a banda kiadott egy új kislemezt " Longshot " címmel, amely a The Balance című harmadik stúdióalbumuk vezető kislemeze. Az albumot a grafikával és a számlistával együtt hivatalosan 2019. január 25-én jelentették be. A „Fluctuate”, az album második kislemeze 2019. február 13-án jelent meg. A „2all”, az album harmadik kislemeze 2019. március 19-én jelent meg. 2019. április 18-án jelent meg a Conversation, az album negyedik és egyben utolsó kislemeze. Az album 2019. április 26-án debütált. 2019. július 16-án megjelent a "Conversation" című klipjük, miután kikerült egy Snapchat objektív, amely a zenei videó vizuális elemeit tartalmazta.
2021 augusztusában a zenekar először szerepelt a Reading és a Leeds Festival headlinerei között. 2021 szeptemberében a banda a Swansea's Singleton Parkban játszott, és újból fő zenekarként léptek fel játszott a warringtoni Neighborhood Weekenderen. 2021 szeptemberében bejelentették, hogy a zenekar 2021. december 18-án Tom Jones mellett támogatja a Stereophonicst a Cardiff's Millenium Stadiumban. 2021. december 17-re egy további dátumot hoztak létre a „fenomenális” jegykereslet után.
2021. szeptember 29-én Bob Hall dobos  Instagram oldalán bejelentette, hogy kilép a zenekarból.

### EP-k
| Év   | Cím                          | Kiadó     | Formátum               |
| ---- | ---------------------------- | --------- | ---------------------- |
| 2009 | Poetry & Fuel                | Size      | CD, digitális letöltés |
| 2010 | Beautiful Decay              | Size      | CD, digitális letöltés |
| 2013 | Catfish and The Bottlemen    | Communion | CD                     |
| 2014 | Kathleen and The Other Three | Communion | CD EP                  |